# Caçapava do Sul (ort)
Caçapava do Sul är en ort i Brasilien.   Den ligger i kommunen Caçapava do Sul och delstaten Rio Grande do Sul, i den södra delen av landet, 1 700 km söder om huvudstaden Brasília. Caçapava do Sul ligger 426 meter över havet och antalet invånare är 17 522.
Terrängen runt Caçapava do Sul är kuperad norrut, men söderut är den platt. Caçapava do Sul ligger uppe på en höjd. Det finns inga andra samhällen i närheten.
Omgivningarna runt Caçapava do Sul är huvudsakligen savann. Runt Caçapava do Sul är det ganska tätbefolkat, med 70 invånare per kvadratkilometer.